# Gnathoribautia syriaca
Gnathoribautia syriaca är en mångfotingart som först beskrevs av Carl Graf Attems 1903.  Gnathoribautia syriaca ingår i släktet Gnathoribautia och familjen storjordkrypare. Inga underarter finns listade i Catalogue of Life.